# Darío Benedetto
Darío Ismael Benedetto (Berazategui, 17 mei 1990) is een Argentijns voetballer die als aanvaller en als vleugelspeler kan spelen. Hij tekende in augustus 2019 een contract tot medio 2023 bij Olympique Marseille, dat €14.000.000,- voor hem betaalde aan Boca Juniors. Benedetto debuteerde in 2017 in het Argentijns voetbalelftal.

## Clubcarrière
Benedetto is afkomstig uit de jeugdopleiding van Arsenal de Sarandí. Die club leende hem om wedstrijdervaring op te doen uit aan  Defensa y Justicia en Gimnasia de Jujuy. In 2013 werd de Argentijn verkocht aan het Mexicaanse Club Tijuana. Op 20 juli 2013 maakte hij een hattrick bij zijn debuut in de Mexicaanse Primera División tegen Atlas Guadalajara. Op 16 december 2014 werd bekendgemaakt dat Benedetto verkocht is aan reeksgenoot Club América, waar hij een vierjarig contract tekende. Op 1 februari 2015 maakte de spits zijn eerste doelpunt voor zijn nieuwe club, in een competitiewedstrijd tegen Club Tigres.

## Interlandcarrière
Benedetto debuteerde op 6 september 2017 in het Argentijns voetbalelftal, in een WK-kwalificatiewedstrijd tegen Venezuela (1–1). Hij kwam toen na 63 minuten in het veld voor Paulo Dybala.

## Erelijst
| Competitie                | Aantal       | Jaren            |              |              |
| Club América              | Club América | Club América     | Club América | Club América |
| ------------------------- | ------------ | ---------------- | ------------ | ------------ |
| CONCACAF Champions League | 1x           | 2014/15, 2015/16 |              |              |
| Boca Juniors              |              |                  |              |              |
| Kampioen Primera División | 2x           | 2016/17, 2017/18 |              |              |
| Supercopa Argentina       | 1x           | 2018             |              |              |

Individueel
- Argentijns voetballer van het jaar: 2017